# Anne-Pia Nygård
Anne-Pia Nygård (Sandane, Gloppen, 10 d'agost de 1977) és una escriptora noruega. Va debutar el 2009 amb l'autobiografia Det som ingen ser ('El que ningú veu').

## Biografia
Nygård va néixer i créixer a Sandane, el mateix lloc que la seva mare, mentre que el pare era d'Askøy.
Llicenciada en Llengües escandinaves i Anglès, va debutar en el món literari la primavera de 2009 amb una gran obra, Det som ingen ser, escrita en nynorsk. El setembre de 2012 va aparèixer-ne la versió anglesa, editada per Loaghtan books.
Nygård va néixer amb un problema a la columna vertebral que va empitjorar mentre creixia. Durant la infantesa es va passar molt de temps en hospitals, on va ser operada diverses vegades. Va partir accidents i errors mèdics. Amb deu anys va perdre la mobilitat de les cames i, en conseqüència, necessita una cadira de rodes per desplaçar-se. L'obra explica les experiències de la seva discapacitat, els problemes i confusions de la infància, també les trobades amb els metges i com es porta amb la família. L'obra mostra una visió didàctica de la situació i com els professionals de la salut treballen amb nens discapacitats.
L'autobiografia està escrita en tercera persona, cosa que dona molta més objectivitat al text, amb un contingut en què hi ha sofriment, pensament i acció.